# Сэди, Стэнли
Стэнли Джон Сэди (англ. Stanley John Sadie (30 октября 1930, Уэмбли — 21 марта 2005 года, Коссингтон, Сомерсет, Великобритания) — влиятельный британский музыковед, музыкальный критик и редактор. Был редактором шестого издания Музыкального словаря Гроува (Grove Dictionary of Music and Musicians, 1980).

## Биография
Сэди получил начальное образование в Лондоне, затем изучал музыку в Кембридже. Получил степени бакалавра искусств и бакалавра музыки в 1953 году, мастера искусств в 1957, в 1958 — доктора философии. Докторская диссертация Сэди была посвящена британской камерной музыке середины XVIII века. В 1957—1965 годах преподавал в музыкальном Тринити-колледже в Лондоне.
Сэди обратился к музыкальной журналистике, став музыкальным критиком The Times (1964—1981). Из-за недостатка времени, посвящённого редактированию словаря Гроува и другим просветительским проектам, оставил работу в The Times, но иногда писал обзоры для Financial Times. В 1967—1987 годах был редактором академического журнала о классической музыке The Musical Times.
Работу над шестым изданием Музыкального словаря Гроува Сэди начал ещё в 1970 году, посвятив этой работе десять лет. Сэди внёс крупные изменения в структуру словаря, объём которого увеличился с девяти до двадцати томов. Словарь получил и новое название — Новый словарь музыки и музыкантов (The New Grove Dictionary of Music and Musicians). Благодаря ему была начата работа и над вторым изданием Нового словаря Гроува (2001), насчитывавшего теперь 29 томов. Сэди выступал и за широкое распространение франшизы Гроув, редактировал Краткий музыкальный словарь Гроува (1988) и несколько словарей более узкой тематики, таких как Словарь музыкальных инструментов (New Grove Dictionary of Musical Instruments, 1984, 3 тома), Словарь американской музыки (New Grove Dictionary of American Music, 1986, 4 тома), Оперный словарь (New Grove Dictionary of Opera, 1992, 4 тома).
Сэди был известным исследователем творчества Моцарта и написал несколько книг о нём. Принимал участие в создании музея Генделя.
Стенли Сэди был президентом Королевской музыкальной Ассоциации (1989-94), Международного Музыковедческого общества (1992-97), попечителем музея Холста на его родине в Челтенхаме.
Был хорошим музыкантом, играл на фаготе.
Сэди умер в своем доме в Коссингтоне 21 марта 2005 года от бокового амиотрофического склероза, обнаруженного у него лишь за несколько недель до смерти.

## Семья
Стенли Сэди был дважды женат. Имел троих детей от первой жены и двоих детей от второй жены.

## Признание
- 1982 — командор ордена Британской империи
- 1982 — почётный доктор филологии Университета Лестера
- 1994 — почётный член Королевского колледжа музыки и колледжа Гонвиль и Кай в Кембридже
- 2005 — лауреат премии Генделя

## Членство в профессиональных организациях
- Американское Музыковедческое общество, член-корреспондент (1996)
- Королевская музыкальная Ассоциация, президент (1989—1984)
- The Critics' Circle, общество профессиональных критиков
- Международное Музыковедческое общество, президент (1992—1997)